# جيسي كولينز (ممثلة)
جيسي كولينز (بالإنجليزية: Jessie Collins)‏ هي ممثلة أمريكية، ولدت في 8 مارس 1983 في الولايات المتحدة.

## أعمال

### أفلام
- (2012) 30 دقيقة بعد منتصف الليل[5]

### مسلسلات
- بيرسون أوف إنترست
- ذا غود وايف
- شبح هامس

## وصلات خارجية
- جيسي كولينز على موقع IMDb (الإنجليزية)
- جيسي كولينز على موقع ألو سيني (الفرنسية)
- جيسي كولينز على موقع أول موفي (الإنجليزية)
- جيسي كولينز على موقع أول موفي (الإنجليزية)
- جيسي كولينز على موقع قاعدة بيانات برودواي على الإنترنت (الإنجليزية)
- جيسي كولينز على موقع قاعدة بيانات الفيلم (الإنجليزية)
- جيسي كولينز على موقع كينوبويسك (الروسية)